# Всё возможно, детка
«Все возможно, детка» (англ. Maybe Baby) — комедийная мелодрама режиссёра Бена Элтона. Выпущена в Великобритании в 2000 году.

## Сюжет
Главные герои картины — супружеская пара. Они молоды, красивы, удачливы и влюблены друг в друга. Однажды решив, что пришло время для увеличения их семейства, они начинают с энтузиазмом выполнять аккуратно спланированный и невероятно насыщенный график по занятиям… сами понимаете чем. Однако, несмотря на все изощренные попытки завести ребенка, им никак не удается достичь желаемого результата. Супругам придется пережить немало комичных, а порой и драматичных ситуаций, рискуя своим благополучным браком, чтобы понять, насколько прочны их чувства друг к другу.

## В ролях
| Актёр            | Роль          |
| ---------------- | ------------- |
| Джоэли Ричардсон | Люси Белл     |
| Мэттью МакФейден | Найджел       |
| Хью Лори         | Сэм Белл      |
| Эмма Томпсон     | Драсцилла     |
| Роуэн Аткинсон   | мистер Джеймс |
| Джоанна Ламли    | Шила          |
| Рэйчел Стирлинг  | Джоанна       |